# Бальфур, Джеральд Уильям, 2-й граф Бальфур
Джеральд Уильям Бальфур, 2-й граф Бальфур (англ. Gerald William Balfour, 2nd Earl of Balfour; 9 апреля 1853 — 14 января 1945) — высокопоставленный британский консервативный политик, который стал пэром после смерти своего старшего брата, бывшего премьер-министра Артура Бальфура, в 1930 году.
Он был известен как Джеральд Бальфур или Достопочтенный Джеральд Уильям Бальфур до 1930 года.

## Происхождение и образование
Родился 9 апреля 1853 года. Четвёртый сын Джеймса Мейтленда Бальфура (1820—1856) из Уиттингема, Хаддингтоншир, и леди Бланш Сесил (1825—1872), дочери Джеймса Гаскойна-Сесила, 2-го маркиза Солсбери (1791—1868). Два премьер-министра были непосредственными родственниками: Артур Бальфур, 1-й граф Бальфур (1848—1930), его старший брат, и лорд Солсбери (1830—1903), его дядя. Он получил образование в Итоне и Тринити-колледже в Кембридже, где получил диплом с отличием 1-го класса по классическому трайпос.

## Политическая карьера
Джеральд Бальфур был членом консервативного парламента от Центрального Лидса с 1885 по 1906 год. В это время он был членом Комиссии по труду и личным секретарем своего брата Артура Бальфура, когда он был президентом Совета местного самоуправления с 1885 по 1886 год. Он занимал должность главного секретаря Ирландии с 1895 по 1900 год, президента Совета по торговле с 1900 по 1905 год и министра местного самоуправления в 1905 году. Член Тайного Совета Великобритании с 1905 года.
Потеряв свое место в Палате общин в результате победы либералов в 1906 году, он был председателем Комиссии по управлению маяками в 1908 году и председателем Кембриджского комитета Комиссии по Оксфордскому и Кембриджскому университетам. Он сменил своего старшего брата Артура на посту 2-го графа Бальфура в 1930 году, согласно специальному остатку в патенте на письма, и занял место в Палате лордов.

## Личная жизнь
Во время своего первого пребывания в палате парламента Джеральд Бальфур получил почетную степень доктора юридических наук Кембриджского университета и был членом Тринити.
С 1901 года Джеральд Бальфур жил в Фишерс-Хилл-Хаус, большом доме, который он построил Лютьенсом в Хук-Хит, Уокинг, графство Суррей.
Джеральд Бальфур интересовался парапсихологией. Он был президентом Общества психических исследований (1906—1907).

## Брак и дети

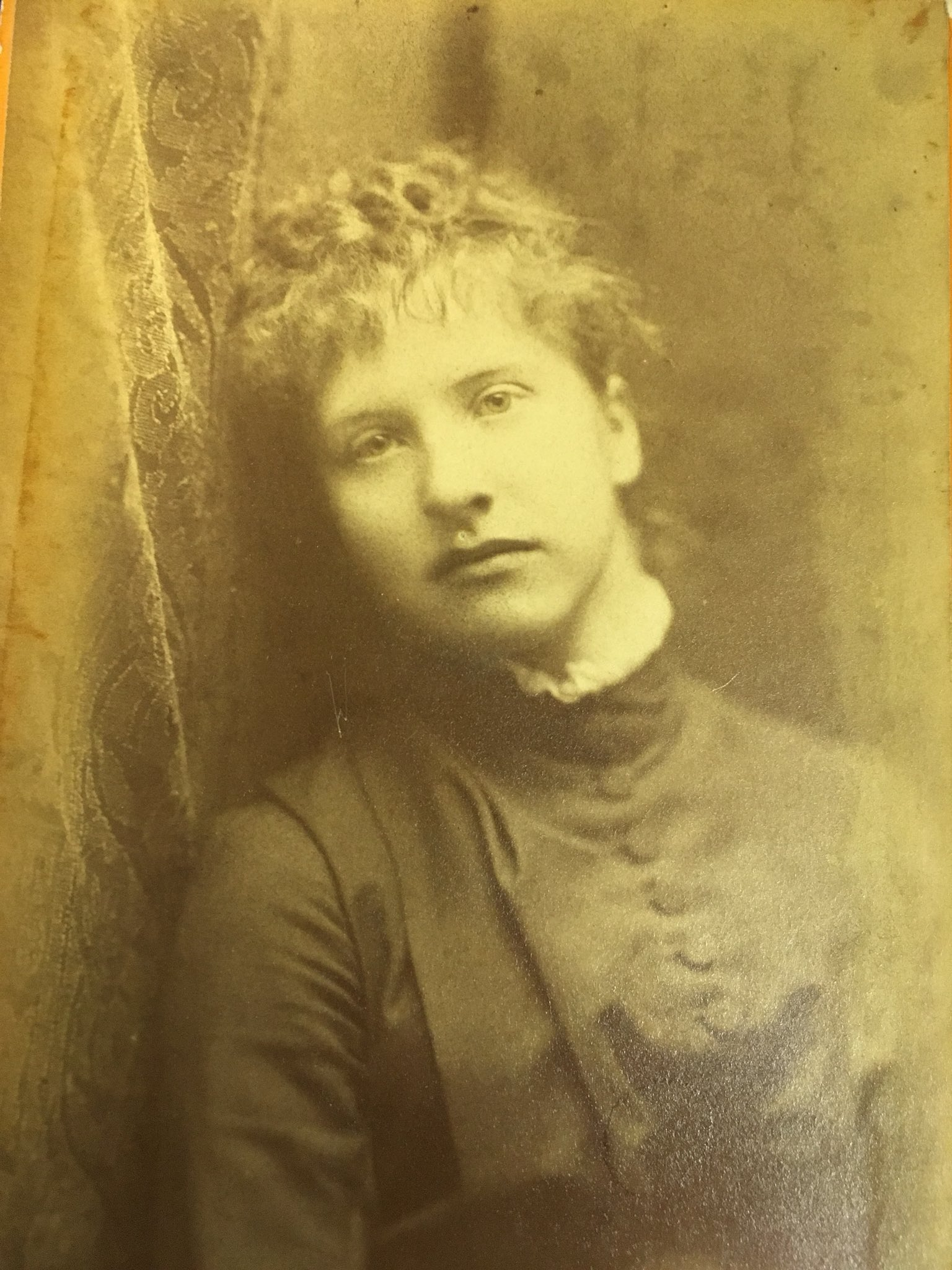
Бетти, графиня Бальфур

21 декабря 1887 года Джеральд Бальфур женился на леди Элизабет Эдит «Бетти» Бульвер-Литтон (12 июня 1867 — 28 марта 1942), дочери Роберта Бульвера-Литтона, 1-го графа Литтона (1831—1891), бывшего вице-короля Индии. У них было шестеро детей:
- Леди Элеонора Бальфур (1890 — после 1980), в 1917 году вышла замуж Гэлбрейта Лоури Эгертона Коула (1881—1929), двое детей.
- Леди Рут Бальфур (? — 30 августа 1967), в 1914 году вышла замуж за бригадного генерала Эдварда Уильяма Стреджиса Бальфура (1884—1955), от брака с которым у неё было четверо детей.
- Леди Мэри Эдит Бальфур (21 января 1894—1980), незамужняя
- Леди Эвелин Барбара «Ева» Бальфур (16 июля 1898 — 16 января 1990)
- Роберт Артур Литтон Бальфур, 3-й граф Бальфур (31 декабря 1902 — 28 ноября 1968), преемник отца.
- Леди Кэтлин Констанс Бланш Бальфур (1912 — 20 августа 1996), в 1933 году вышла замуж за Ричарда Чарльза Олдфрида (? — 1972), двое детей.

Роман с валлийским либеральным политиком en:Winifred Coombe Tennant Уинифред Кумб Теннант привел к появлению ещё одного ребёнка, Огастеса Генри.
Графиня Бальфур умерла в 1942 году в возрасте 74 лет. Лорд Бальфур пережил её на три года и умер в январе 1945 года в возрасте 91 года, к этому времени он был последним выжившим членом кабинета премьер-министра Солсбери, долгое время находившегося на посту премьер-министра. Ему наследовал графство его единственный сын Роберт.